# Edikt milánský

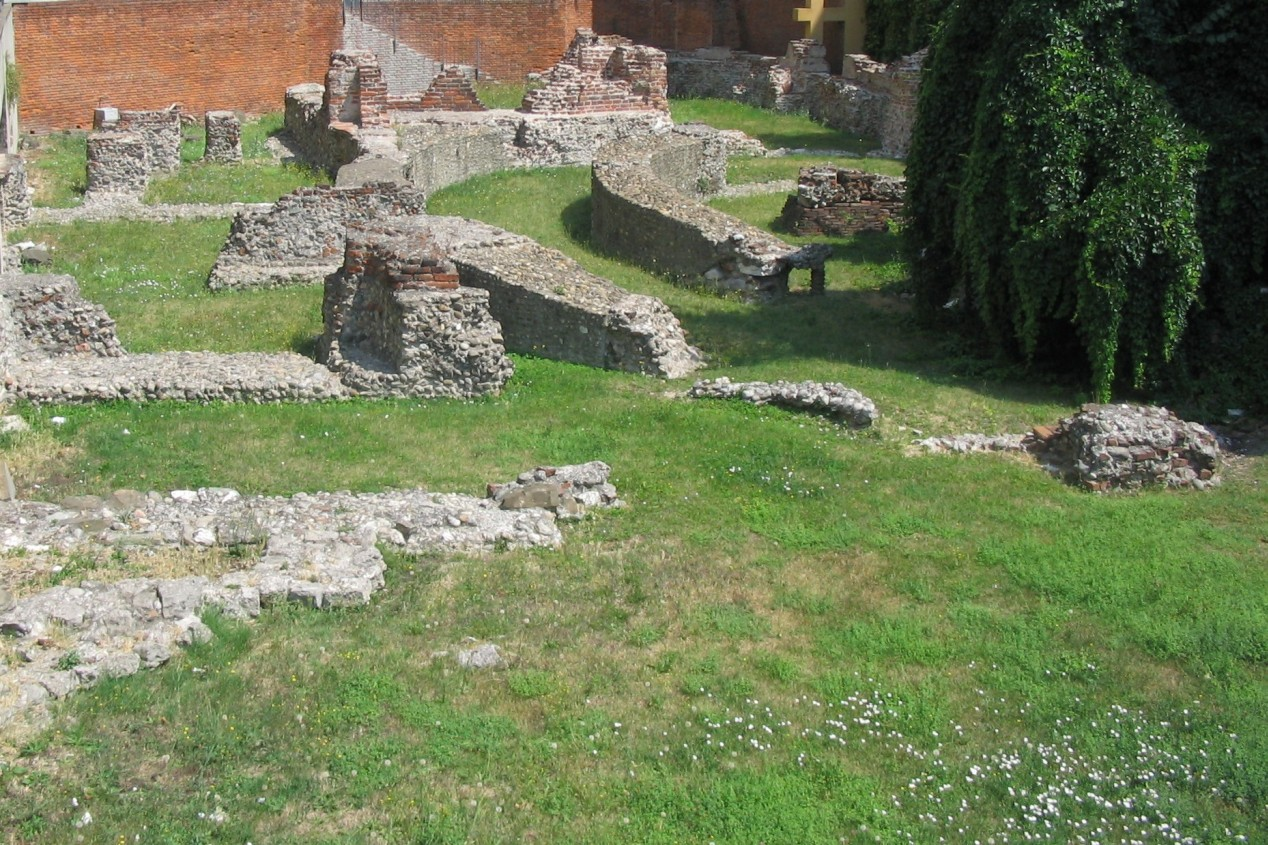
Zbytky císařského paláce Mediolanum (Milán). Císařský palác (z větší části vybudovaný Maximianem, spolupracovníkem Diokletiánovým) byl rozsáhlý komplex několika budov, zahrad a nádvoří. Sloužil jak pro soukromé tak veřejné aktivity císaře, císařského dvora, rodiny, i císařských úředníků

Edikt milánský, resp. Milánské ujednání („Milánský reskript“) je konvenční označení dokumentu z roku 313, který vydal císař Konstantin I. a jeho spoluvladař Licinius. 
Správnější název, Milánské ujednání, resp. „Milánský reskript“, je moderní označení pro dohodu mezi římskými císaři Konstantinem I., císařem Západu, a Liciniem, císařem Východu, z roku 313, která zajišťovala, že „jak křesťané, tak i všichni ostatní obyvatelé mají právo svobodné volby, aby byli stoupenci jakéhokoli vyznání, které si sami zvolí“. Toto ujednání je běžně známé hlavně jako Toleranční edikt milánský (resp. edikt milánský apod.), což ovšem není správné označení.

## Závěry výzkumu
Výzkum (počínaje již od Otto Seecka) poukazuje na to, že značně rozšířené označení edikt je objektivně vzato nesprávné. Neexistoval žádný edikt, který by byl platný v celé říši, nýbrž pouze určitá ujednání týkající se politiky obou císařů, z toho důvodu se dnes místo toho užívá spíše výrazu „ústava“, „protokol“ nebo „Milánské ujednání“ resp. „dohoda“, či „úmluva“.
Milánské ujednání představovalo svobodu vyznání pro všechna náboženství, nikoli pouze zrovnoprávnění křesťanství s dosavadním římským náboženstvím, jak se často mylně tvrdí. Za oficiální státní náboženství Římské říše bylo křesťanství prohlášeno teprve v roce 380 za císaře Theodosia I. Křesťanství ovšem bylo v Milánském ujednání zvláště zvýrazněno a jednalo se o právní uznání křesťanských obcí, jímž bylo křesťanství uznáno a tolerováno v západní i východní části Římské říše na základě tolerančního ediktu vydaného již roku 311 Galeriem, mladším spoluvladařem císaře Diocletiana.